# Kanton Fère-Champenoise
Kanton Fère-Champenoise (fr. Canton de Fère-Champenoise) byl francouzský kanton v departementu Marne v regionu Champagne-Ardenne. Tvořilo ho 18 obcí. Zrušen byl po reformě kantonů 2014.

## Obce kantonu
- Angluzelles-et-Courcelles
- Bannes
- Broussy-le-Grand
- Connantray-Vaurefroy
- Connantre
- Corroy
- Courcemain
- Euvy
- Faux-Fresnay
- Fère-Champenoise
- Gourgançon
- Haussimont
- Lenharrée
- Marigny
- Montépreux
- Ognes
- Thaas
- Vassimont-et-Chapelaine